# Alfred Nicolas Rambaud

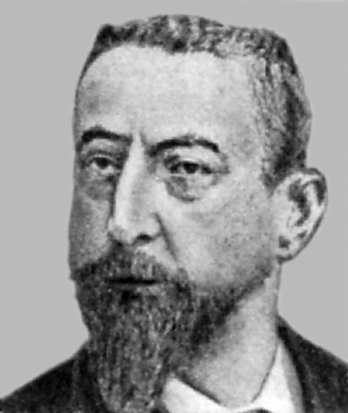
Alfred Nicolas Rambaud

Alfred Nicolas Rambaud (ur. 2 lipca 1842 w Besançon, zm. 10 listopada 1905 w Paryżu) – francuski polityk, historyk, bizantynolog. Badacz dziejów Francji głównie okresu rewolucji francuskiej oraz, jej stosunków z Rosją i Niemcami.

## Życiorys
Był profesorem Sorbony. W 1870 ukazała się jego praca o czasach Konstantyna Porfirogenety, która ukazała się w r. 1870,
wzbudziła we Francji zainteresowanie historią Bizancjum. A. Rambaud wkrótce sprzeniewierzył się bizantynistyce, by się przerzucić na
historię Rusi, na którym to polu zasłynął raczej jako popularyzator niż badacz. 29 kwietnia 1896 roku do 28 czerwca 1898 był ministrem Oświecenia Publicznego w rządzie Julesa Méline'a.

## Wybrane publikacje
- L'Empire grec au Xe, 1870
- Le Monde byzantin ; le sport et l'hippodrome, 1871
- La Domination française en Allemagne ; les Français sur le Rhin, 1873
- L'Allemagne sous Napoleon, 1874
- La Russie épique, 1876
- Français et Russes, Moscou et Sévastopol, 1876
- Histoire de la Russie depuis les origines jusqu'à l'année 1877, 1878
- Histoire de la civilisation française, 1885
- Expansion de l'Angleterre, 1885
- Histoire de la civilisation contemporaine en France, 1888
- Instructions données aux ambassadeurs, 1890
- Anneau de César (L') (souvenirs d'un soldat de Vercingétorix) (Magasin d'éducation et de récréation, 1892-1893)
- Histoire générale du IVe jusqu'à nos jours, 12 vol., 1891-1900
- Russes et Prussiens, guerre de Sept Ans, 1895
- Jules Ferry, 1903